# Districte de Saint-Benoît
El districte de Saint-Benoît és una divisió administrativa francesa, situada al departament i regió de l'illa de la Reunió.

## Composició
El districte cobreix 6 comunes (i nou cantons) reagrupats actualment en la Comunitat Intercomunal Reunió Est.
Cantons
1. Cantó de Bras-Panon
2. Cantó de La Plaine-des-Palmistes
3. Cantó de Saint-André-1
4. Cantó de Saint-André-2
5. Cantó de Saint-André-3
6. Cantó de Saint-Benoît-1
7. Cantó de Saint-Benoît-2
8. Cantó de Sainte-Rose
9. Cantó de Salazie

Communes
1. Bras-Panon
2. La Plaine-des-Palmistes
3. Saint-André
4. Saint-Benoît
5. Saint-Rose
6. Salazie